# Decla-Bioskop
Die Decla-Bioscop A.G. war eine deutsche Produktionsfirma, die – beginnend mit einer Vorgängerfirma – seit 1915 unter der Leitung von Erich Pommer eine Fülle von zum Teil hochkarätigen Stummfilmen herstellte, darunter mehrere bedeutende Frühwerke von Fritz Lang, Friedrich Wilhelm Murnau und Ludwig Berger sowie Robert Wienes legendäre Inszenierung Das Cabinet des Dr. Caligari.

## Firmengeschichte

### Die frühen Jahre
Als Vorgängerfirma wurde am 16. Februar 1915 mit dem Kapital der Deutschen Eclair (Kofferwort Decla, der Tochter einer französischen Mutterfirma) durch Fritz Holz und Erich Pommer in Berlin die Produktionsgesellschaft Decla-Film-Gesellschaft Holz & Co. OHG gegründet. In knapp einem Jahrzehnt brachte diese anfänglich noch recht kleine Gesellschaft Unterhaltungsproduktionen der unterschiedlichsten Genres heraus, allen voran Abenteuer- und Detektivfilme, aber auch Dramen und Melodramen. In der Produktionspalette finden sich zu Beginn auch mehrere Serials mit Darstellern wie Harry Lamberts-Paulsen und Alwin Neuß. Mit dem firmeneigenen Decla-Filmverleih wurden im deutschen Kaiserreich auch ausländische Filme herausgebracht.

### Fusion und Absorbierung
Nach dem Ersten Weltkrieg, als die mittlerweile (Dezember 1917) gegründete Ufa das Produktionsgeschehen auf dem deutschen Filmmarkt weitgehend kontrollierte, sah sich Pommer dazu gezwungen, seine Firma 1919 mit der Meinert-Film-Gesellschaft Rudolf Meinerts zu verschmelzen, um auch weiterhin gegenüber der Konkurrenz bestehen zu können. Pommers neue Filme wurden nunmehr mit allerlei Superlativen belegt und unter Signa wie „Decla-Abenteuerklasse“ (z. B. Fritz Langs Die Spinnen) oder „Decla-Weltklasse“ (z. B. Wienes Das Cabinet des Dr. Caligari, dem mit Abstand berühmtesten Decla-Film) vermarktet und vertrieben.
1920 fusionierte die Decla mit der von Jules Greenbaum gegründeten Deutschen Bioscop AG zur Decla-Bioscop AG und wurde damit zur zweitgrößten deutschen Filmgesellschaft nach der Ufa. Der Firma gehörte die Atelieranlage Neubabelsberg sowie eine eigene Kinokette. Mit der Uco-Film GmbH war die Decla-Bioscop in Gemeinschaft mit dem Ullstein-Verlag auch an einer Tochterfirma beteiligt. Die Uco-Film konzentrierte sich auf die Umsetzung von Fortsetzungsromanen der Berliner Illustrirten, darunter Friedrich Wilhelm Murnaus Schloß Vogelöd und Langs legendärer Zweiteiler Dr. Mabuse, der Spieler. Während der Produktionsphase zu diesem ersten aller Mabuse-Verfilmungen absorbierte die konkurrierende Ufa im November 1921 die Decla-Bioscop, die mit der Russo-Filme Commandite zeitweilig eine weitere Tochter besaß.

### Neugründung unter dem Ufa-Dach
1922 erfolgte eine Neugründung der Decla-Bioscop AG. Neben der Ufa waren als Gründer die Decla-Lichtspiel GmbH, die Deutsche Bioskop GmbH sowie die Kaufleute Willy Kaettel und Günther Foersterling beteiligt. Zum Vorstand wurden Rechtsanwalt Hermann Zimmer und Kaufmann Adam Schick bestimmt, die zuvor schon die Geschäftsführer der im Juni 1922 gegründeten Decla-Bioscop GmbH waren. Die Decla-Bioscop AG stellte als eigenständig arbeitende Abteilung weiterhin Filme her und brachte so ambitionierte Werke wie Murnaus Phantom und Die Austreibung, Bergers Ein Glas Wasser und Der verlorene Schuh sowie Langs zweiteilige Großproduktion Die Nibelungen auf die Leinwand. 1925 wurde die Filmherstellung der Decla-Bioscop eingestellt.

## Decla- bzw. Decla-Bioscop-Filme (Auswahl)
- 1915: Das Gewissen
- 1915: Die Masuren
- 1915: Der Herr ohne Wohnung
- 1916: Der Weg der Tränen
- 1916: Das Licht im Dunkeln
- 1916: Das Geheimnis des Sees
- 1917: Zwei blaue Jungen
- 1917: Die Spinne
- 1917: Das Defizit
- 1917: Der Jubiläumspreis
- 1917: Der Mann im Havelock
- 1917: Die Königstochter von Travankore
- 1917: Die gute Partie
- 1917: Das Mädel von nebenan
- 1918: Das verwunschene Schloß
- 1918: Das Lied der Mutter
- 1918: Die Krone des Lebens
- 1918: Inge
- 1919: Der Weg, der zur Verdammnis führt, 2. Teil. Hyänen der Lust
- 1919: Die Pest in Florenz
- 1919: Halbblut
- 1919: Harakiri
- 1919: Das ewige Rätsel
- 1919: Das Cabinet des Dr. Caligari
- 1919/20: Die Spinnen (2 Teile)
- 1920: Opfer
- 1920: Der Richter von Zalamea
- 1920: Genuine
- 1920: Die Tophar-Mumie
- 1920: Die Frau im Himmel
- 1920/21: Die Jagd nach dem Tode (4 Teile)
- 1921: Kämpfende Herzen
- 1921: Das Geheimnis von Bombay
- 1921: Der Roman der Christine von Herre
- 1921: Violet
- 1921: Die schwarze Pantherin
- 1921: Schloß Vogelöd
- 1921: Der müde Tod
- 1921: Zirkus des Lebens
- 1922: Bardame
- 1922: Tiefland
- 1922: Dr. Mabuse, der Spieler (2 Teile)
- 1922: Phantom
- 1922/24: Die Nibelungen (2 Teile)
- 1923: Der steinerne Reiter
- 1923: Ein Glas Wasser
- 1923: Der verlorene Schuh
- 1923: Die Austreibung
- 1923: Die Prinzessin Suwarin
- 1923: Seine Frau, die Unbekannte
- 1923: Die Finanzen des Großherzogs
- 1924: Michael
- 1924: Der Turm des Schweigens